# Helius (Eurhamphidia) invenustipes
Helius (Eurhamphidia) invenustipes is een tweevleugelige uit de familie steltmuggen (Limoniidae). De soort komt voor in het Australaziatisch gebied.